# PC Fun (magazine)
 (décembre 2022).
Si vous disposez d'ouvrages ou d'articles de référence ou si vous connaissez des sites web de qualité traitant du thème abordé ici, merci de compléter l'article en donnant les références utiles à sa vérifiabilité et en les liant à la section « Notes et références ».
PC Fun était un mensuel consacré à la micro-informatique sur PC édité par la société Pressimage de 1995 à 2001.

## Esprit
Sa ligne éditoriale, qui visait à aborder l'ensemble des activités qu'un passionné pouvait avoir sur son ordinateur (du jeu à la musique en passant par la programmation, le graphisme ou les démos), est héritée de l'esprit qui a marqué les débuts de la micro-informatique grand public.

## Historique
Le premier numéro a été lancé en novembre 1994. Face à lui, se trouvaient Joystick, édité à l’époque par Hachette, Génération 4, édité par Pressimage ; Tilt, édité par Emap, ayant été arrêté début 1994.
Un de ses principaux atouts, est sans doute son CD-ROM fourni avec (transformé ensuite en 2 CD-ROM, puis en un DVD-Rom). Il contenaient chacun une kyrielle de logiciels : sharewares, démos commerciales, logiciels libres et gratuits, images, sons, etc.
Son concurrent direct (lancé en 1995) est PC Team magazine.

## Publications
- nombre de magazines : 77
- nombre de hors-série : 5